# The Battle of Manila
The Battle of Manila è un cortometraggio muto del 1913 diretto da Francis Ford.

## Produzione
Il film fu prodotto dalla 101-Bison (Bison Motion Pictures).

## Distribuzione
Distribuito dall'Universal Film Manufacturing Company, il film - un cortometraggio in due bobine - uscì nelle sale cinematografiche statunitensi il 1º luglio 1913.